# Василенко Дмитро Артурович
Дмитро Артурович Василенко (нар. 9 серпня 1940, Дніпропетровськ) — український нейрофізіолог, доктор біологічних наук, головний редактор журналу «Нейрофізіологія».

## Біографія
Народився в Дніпропетровську. 1962 року закінчив Дніпропетровський університет, кафедру фізіології людини і тварин. Після випуску працює в Інституті фізіології імені О. О. Богомольця НАН України. З 1993 року обіймає посаду провідного наукового співробітника відділу фізіології рухів. 1985 року захистив дисертацію доктора біологічних наук.
Член спеціалізованої вченої ради з захисту дисертацій при Інституті фізіології НАН України.
З 2000 року паралельно працював професором кафедри прикладної фізики НТУУ «КПІ». У 2000-2003 роках був за сумісництвом професором кафедри анатомії фізіології та валеології Переяслав-Хмельницького педагогічного університету.
З 1987 року працював на посаді заступника головного редактора наукового журналу «Нейрофізіологія», з 2000 року — головним співредактором разом з Платоном Костюком та Володимиром Скоком, а з 2010 року — головним редактором.

## Наукові праці
Досліджував різні проблеми нейрофізіології, зокрема механізми нервової регуляції рухів тварин і людини.
- Межсегментарные нейронные системы спинного мозга. К., 1983
- Роль динамічних та стаціонарних компонентів моторної команди у формуванні рівноважного стану при найпростіших цілеспрямованих рухах // Нейрофизиология. 1998. Т. 30, № 6
- Позиционирование предплечья человека при отслеживающих движениях и их воспроизведение с ограничением зрительного контроля // Нейрофизиология. 2003. Т. 35, № 2.